# Bénédiction Urbi et orbi

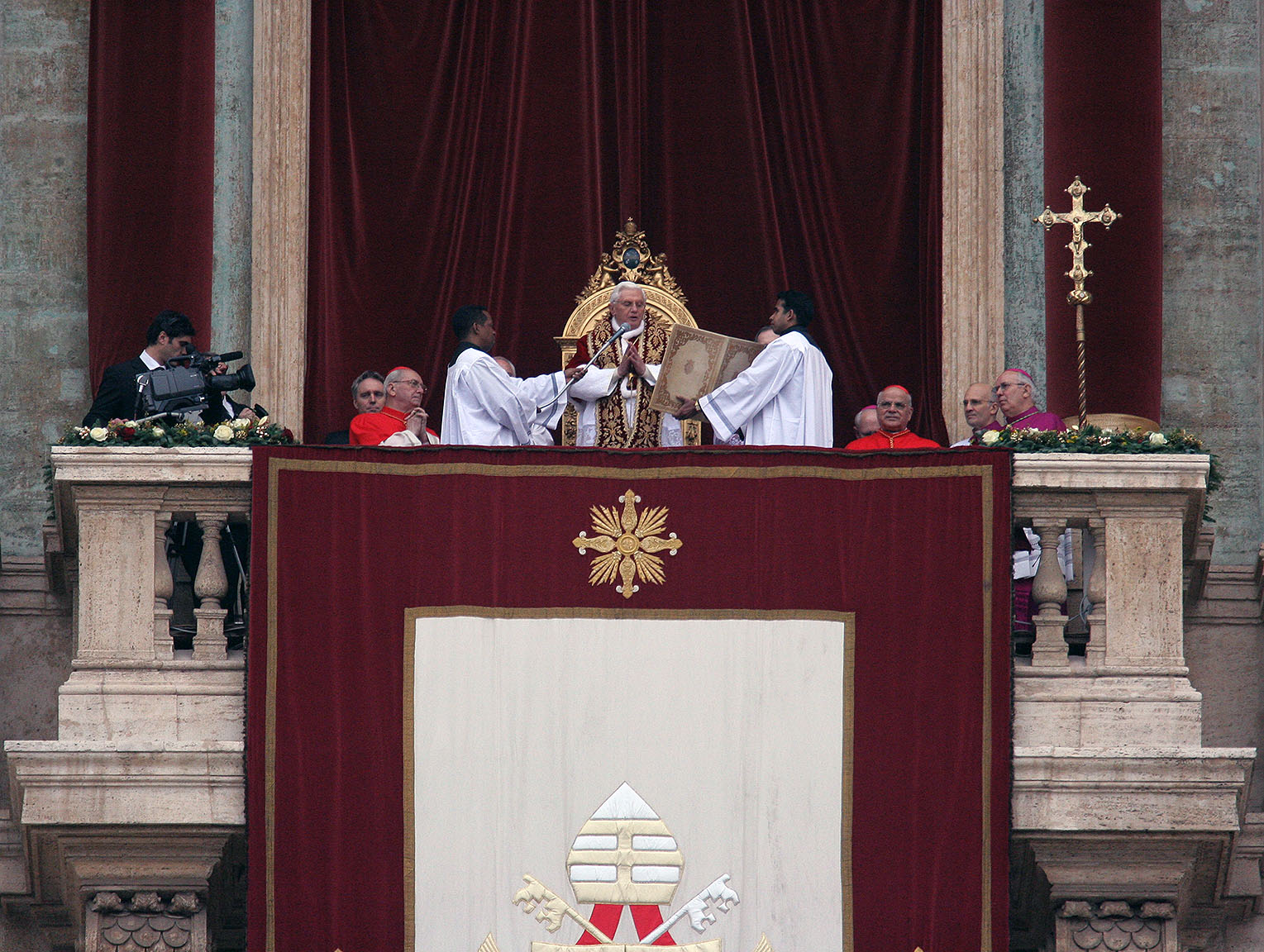
Bénédiction Urbi et orbi du pape Benoît XVI à la place Saint-Pierre du Vatican, pour Noël 2008.

Une bénédiction Urbi et orbi est une bénédiction solennelle, prononcée par le pape à certaines occasions religieuses importantes du culte catholique, spécialement les jours de Pâques et de Noël, et à la suite de l'élection du pape. Elle est précédée d'un message et assortie d'une indulgence plénière. Dans la pratique actuelle, elle est prononcée depuis le balcon de la basilique Saint-Pierre, dans l'État du Vatican.
L'expression latine Urbi et orbi exprime une intention d'universalité qui prend en latin la forme du datif de destination ou d'attribution. Elle signifie que la bénédiction et le message qui l'accompagne sont adressés, aussi bien aux chrétiens de la ville de Rome (« Urbs ») qui l'entendent directement qu'à ceux du monde entier (« orbs ») qui lui sont unis. « Urbi » — avec majuscule — désigne Rome comme la ville par excellence du monde romain dont le pape est l'évêque ; « Orbi » désigne le monde en référence à la forme circulaire de la Terre dont le pape a la charge en tant que pasteur universel de l'Église.
Le rituel de la bénédiction papale Urbi et orbi a été développé au XIIIe siècle sous le règne du pape Grégoire X. Pendant longtemps, elle a été donnée lors d'occasions telles que l'Ascension, les fêtes de saint Pierre et Paul, le Jeudi saint ou encore quand un pape était intronisé Évêque de Rome. Par ailleurs, elle n'était pas le monopole de la basilique Saint-Pierre puisqu'elle était également prononcée aux basiliques de Saint-Jean-de-Latran et à Sainte-Marie-Majeure.
Dans le monde païen déjà, « Urbs » — avec majuscule et sans qualificatif — désignait Rome comme la ville par excellence, capitale du monde (« Roma caput mundi »). L'assonance entre les deux mots latins « urbs » et « orbis » a entraîné dès l'Antiquité un rapprochement conceptuel entre Rome et l'univers sur lequel elle cherchait à étendre son Orbe.

## Texte de la bénédictionUrbi et orbi

### Texte original (en latin)
Sancti Apostoli Petrus et Paulus, de quorum potestate et auctoritate confidimus, ipsi intercedant pro nobis ad Dominum.
℟. Amen.
Precibus et meritis beatæ Mariæ semper Virginis, beati Michælis Archangeli, beati Ioannis Baptistæ et sanctorum Apostolorum Petri et Pauli et omnium Sanctorum misereatur vestri omnipotens Deus et dimissis omnibus peccatis vestris, perducat vos Iesus Christus ad vitam æternam.
℟. Amen.
Indulgentiam, absolutionem et remissionem omnium peccatorum vestrorum, spatium veræ et fructuosæ pænitentiæ, cor semper pænitens et emendationem vitæ, gratiam et consolationem sancti Spiritus et finalem perseverantiam in bonis operibus, tribuat vobis omnipotens et misericors Dominus.
℟. Amen.
Et benedictio Dei omnipotentis : Patris et Filii et Spiritus sancti descendat super vos et maneat semper.
℟. Amen.

### Version française
Que les saints Apôtres Pierre et Paul, en la puissance et l'autorité desquels nous mettons notre confiance, intercèdent personnellement pour nous auprès du Seigneur !
℟. Amen.
Que par les prières et les mérites de la bienheureuse Marie toujours Vierge, de Saint Michel archange, de Saint Jean Baptiste et des saints apôtres Pierre et Paul, et de tous les saints, le Dieu tout-puissant ait pitié de vous et qu'ayant remis tous vos péchés, Jésus Christ vous conduise à la vie éternelle !
℟. Amen.
L'indulgence, l'absolution et le pardon de tous vos péchés, un espace d'une pénitence authentique et fructueuse, un cœur toujours pénitent et une correction de votre vie, la grâce et le conseil de l'Esprit Saint et la persévérance jusqu'à la fin dans les bonnes œuvres : que vous l'accorde le Seigneur tout-puissant et miséricordieux !
℟. Amen.
Et que la bénédiction du Dieu tout-puissant, le Père, le Fils et le Saint-Esprit descende sur vous et y demeure à jamais. 
℟. Amen.